# Bas de Bever
Bas de Bever (ur. 16 kwietnia 1968) – holenderski kolarz górski i BMX, brązowy medalista mistrzostw świata MTB.

## Kariera
Największy sukces w karierze Bas de Bever osiągnął w 1996 roku, kiedy zdobył brązowy medal w downhillu podczas mistrzostw świata MTB w Cairns. W zawodach tych wyprzedzili go jedynie Francuz Nicolas Vouilloz oraz Amerykanin Shaun Palmer. Na rozgrywanych pięć lat wcześniej nieoficjalnych mistrzostwach świata w kolarstwie BMX de Bever zajął drugie miejsce w wyścigu elite - wyprzedził go tylko Christophe Lévêque z Francji. Holender nigdy nie wystąpił na igrzyskach olimpijskich. 